# Bergallia alternata
Bergallia alternata är en insektsart som beskrevs av Paul W. Oman 1938. Bergallia alternata ingår i släktet Bergallia och familjen dvärgstritar. Inga underarter finns listade i Catalogue of Life.